# C. J. Dennis
Clarence Michael James Stanislaus Dennis, conocido como C. J. Dennis (7 de septiembre de 1876 - 22 de junio de 1938), fue un poeta australiano famoso por sus poemas humorísticos, especialmente The Songs of a Sentimental Bloke (en español: Cantos de un tipo sentimental), publicado a comienzos del siglo XX.

## Biografía

### Comienzos
C. J. Dennis nació en Auburn, South Australia. Su padre era propietario de hoteles en Auburn, y posteriormente en Gladstone y Laura. Su madre era de naturaleza enfermiza, por lo que Clarrie (como lo llamaban) fue inicialmente criado por sus tías abuelas, y finalmente concurrió al Christian Brothers College en Adelaida siendo ya adolescente.

### Carrera
A la edad de 19 fue empleado como pasante de un abogado y mientras trabajaba allí publicó su primer poema. Posteriormente pasó a publicar en la revista The Bulletin, en forma similar a como habían hecho Banjo Paterson y Henry Lawson. Ellos tres son a menudo considerados los poetas más famosos de Australia; aunque en la actualidad la obra de Dennis es menos conocida, su edición de 1916 del The Sentimental Bloke vendió 65,000 copias el primer año, y para 1917 era el poeta más próspero de la historia australiana.

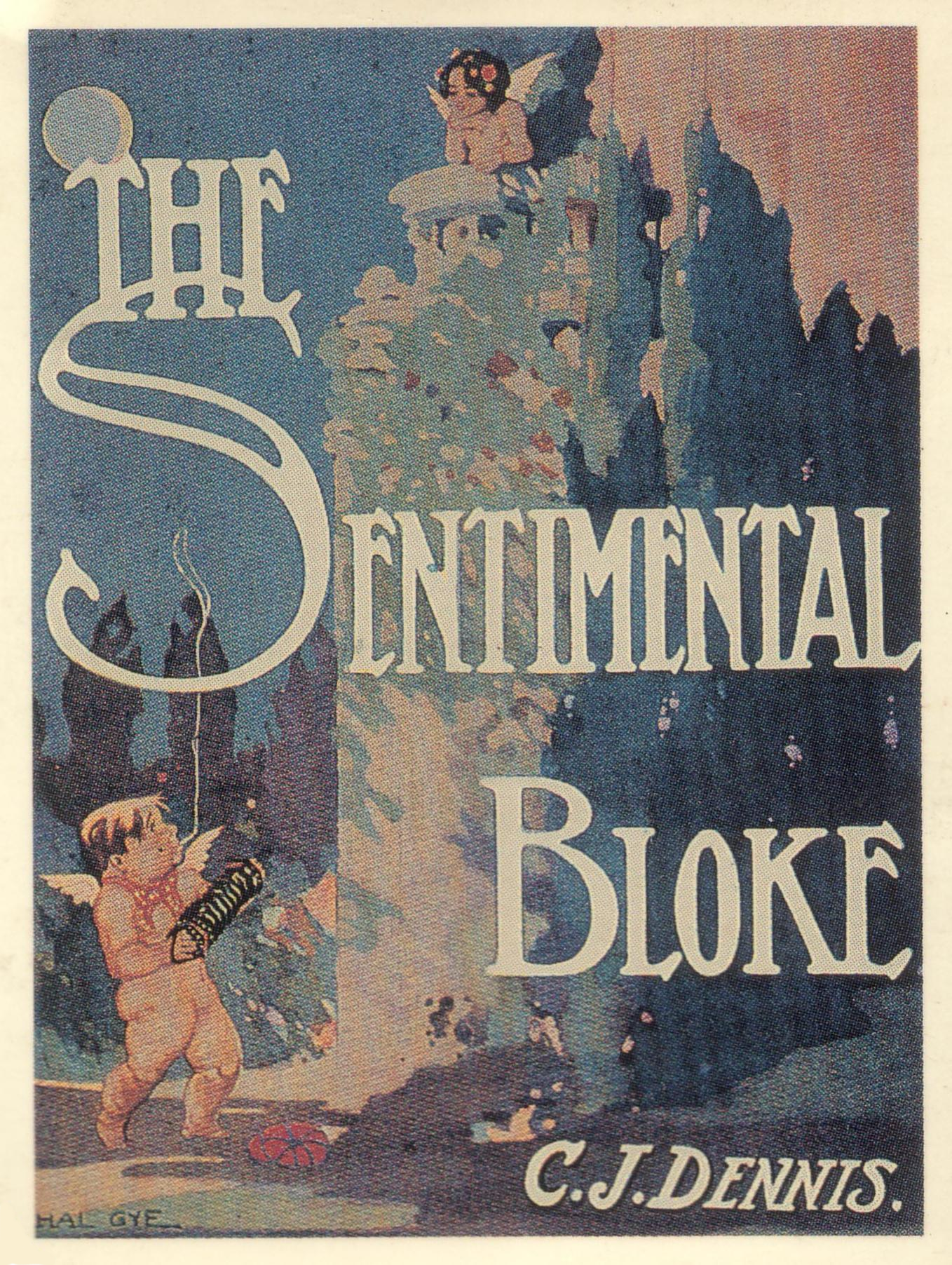
The Songs of a Sentimental Bloke.

### Muerte
Dennis falleció a los 61 años y Joseph Lyons, el primer ministro de Australia, lo definió como «el Robert Burns de Australia».

## Publicaciones
Entre sus libros y cuadernos se cuentan:
- Backblock Ballads and Other Verses (1913)
- The Songs of a Sentimental Bloke (1915)
- The Moods of Ginger Mick (1916)
- The Glugs of Gosh (1917)
- Doreen (1917)
- Digger Smith (1918)
- Backblock Ballads and Later Verses (1918)
- Jim of the Hills (1919)
- A Book for Kids (1921) (reeditado como Roundabout, 1935)
- Rose of Spadgers (1924)
- The Singing Garden (1935)